# Kelly Dixon
Kelly J. Dixon es profesora asociada de Arqueología en la Universidad de Montana y miembro de la Facultad de Artes y Ciencias de la UM.  Su principal área de trabajo es el oeste americano, y es conocida por su trabajo en el sitio del Partido Donner, así como por su investigación sobre salones en Virginia City, Nevada . 

## Educación
Kelly Dixon asistió a la Universidad de Minnesota en Duluth, con especialización en antropología . Luego recibió su Maestría en Ciencias en Arqueología Industrial en la Universidad Tecnológica de Michigan en 1995 y su Doctorado en Antropología en la Universidad de Nevada en Reno . Mientras estaba en la Universidad de Nevada, trabajó en su tesis basada en la arqueología de un salón afroamericano con Donald Hardesty .[cita requerida]

## Investigación
El campo de interés particular de Dixon es la arqueología histórica del oeste americano y otros entornos donde entraron en contacto culturas de diversas partes del mundo. Entre 1997 y 2002 dirigió proyectos en Virginia City, Nevada y el Distrito Minero de Comstock mientras trabajaba para la Oficina de Preservación Histórica del Estado de Nevada en el Centro de Arqueología de Comstock.Dixon también ha realizado un trabajo extenso en el sitio del Partido Donner,  continuando el trabajo realizado por Hardesty a finales de los 80 y principios de los 90. En 2003, en colaboración con investigadores de la Universidad de Oregón, una productora afiliada a Discovery Channel patrocinó el trabajo allí.   Esto resultó en el programa Historia sin resolver: The Donner Party . Su equipo encontró numerosos artefactos, entre ellos cerámicas, trozos de una linterna, pizarra para escribir, fragmentos de espejos, vidrio de un frasco de medicina y balas de mosquete. Regresó en el verano de 2004 durante cinco semanas para llevar a cabo una excavación con sus colegas que fue financiada por varias universidades, una fundación local y, finalmente, para parte del análisis de laboratorio, una productora afiliada al History Channel .   Dixon y sus colegas no solo estaban preocupados por el tema del canibalismo y si pudo haber ocurrido en el campamento de Alder Creek del Partido Donner, sino también por lo que soportaron los individuos que vivían en ese campamento y qué hacen, en general, los humanos, o cómo se adaptan, cuando enfrentó circunstancias desesperadas.  La evidencia histórica y arqueológica combinada indicó que el canibalismo tuvo lugar, pero no hasta las últimas semanas. El History Channel emitió el segmento de treinta minutos sobre el Partido Donner en la primavera de 2006 como parte de un documental sobre el canibalismo .Actualmente, Dixon está desarrollando una investigación arqueológica multidisciplinaria orientada a los estudiantes en la ciudad minera fantasma de Coloma, Montana .  y en comunidades mineras chinas aisladas en el oeste de Montana  . Actualmente se desempeña como editora del sitio web de la Sociedad de Arqueología Histórica.